# ブロークン・チェーン
『ブロークン・チェーン』（The Broken Chain）は、1993年のアメリカ合衆国のテレビ映画。監督はラモント・ジョンソン、出演はエリック・シュウェイグとピアース・ブロスナンなど。アメリカ独立戦争においてイギリス軍士官として戦ったネイティブ・アメリカン、ジョセフ・ブラントの姿を描いている。
日本では劇場未公開。DVDは発売されていないが、VHS（字幕版&吹替版）は1996年11月8日に発売された。
また、JSB（現在のWOWOW）での放送ではサブタイトルが付いて『ブロークン・チェーン/勇者たちの選択』と表記される。

## ストーリー
18世紀の半ば、現在のニューヨーク州とペンシルベニア州一帯に、アメリカ先住民の6つの部族が連合し、
「イロコイ族」として平和に暮らしていた。
しかし、新大陸をめぐって争っていたイギリスとフランスは勝利を得るために強大なイロコイ族とそれぞれ同盟を結ぼうとしていた。
一方、6部族連合を守ることを第一に育ったイロコイ族の2人の青年ジョセフとロハヒオは、親友同士だが対照的な考えを持っていた。
部族の平和と幸せのためなら「戦う」ことを選ぶジョセフに対し、それでも「戦わない」ことを選ぶロハヒオ。
そんな2人は婦人会議の長マザー・ゲシーナの孫娘キャサリンとの結婚を望む。
どちらにも好意を抱いているキャサリンはどちらか1人を選ぶことができないでいたが、
部族の平和を実現できるのは、「戦士」として生きるジョセフではなく、ロハヒオであると考え、
ロハヒオと結婚することを選ぶ。
そして傷心のジョセフは、姉モリーの夫でインディアン管理官であるウィリアム・ジョンソン卿の勧めで、
ウィーロック牧師の経営する学校（現在のダートマス大学）で白人の教育を受けることのなる。
学校を終えて故郷に戻ったジョセフは、一段とイギリス寄りの考えを持つようになる。
そのため、イギリスともフランスとも一定の距離を保った中立な立場を望むロハヒオと徐々に対立するようになる。
そしてアメリカ独立戦争が始まると、イギリス軍士官として戦うジョセフと、
イロコイ族の大首長として中立な立場を堅持しようとするロハヒオの対立はますます広がって行く。

## キャスト
- ジョセフ・ブラント（サヤンダネガ） - エリック・シュウェイグ（英語版）
- 大首長セス: ウェス・ステュディ
- マザー・ゲシーナ: バフィ・セント＝マリー（英語版） - 婦人会議の長、セスの妻。
- ウィリアム・ジョンソン卿: ピアース・ブロスナン - インディアン管理官。
- ロハヒオ: J・C・ホワイト・シャート - ジョセフの親友。
- 長老: フロイド・レッド・クロウ・ウェスターマン
- キャサリン: エレイン・ビルスタッド - ゲシーナの孫娘。
- モリー: キム・スナイダー - ジョセフの姉、ジョンソンの妻。
- 和平の父（ピースメイカー）: グラハム・グリーン